# Pierce Brothers Valley Oaks Memorial Park

## Construcción
Valley Oaks se construyó en un terreno que era propiedad de la Compañía de Tierras hawaiano estadounidense hasta que fue adquirido por Westlake North desarrollador Daniel K. Ludwig. Sr. Ludwig previsto originalmente todo el lote como un parque memorial 182-acre, pero en la década de 1970, redujo el cementerio a su tamaño actual de 42 acres y lo vendió.

## Personal
Valley Oaks abrió sus puertas en 1967, antes de la reducción del tamaño del parque. Su gestión original incluía abogado y vicepresidente Al J. Dietsch, director Darwin F. Dapper y director de ventas de Richard Turgon.

## Inicios
Incluso en sus inicios, Valley Oaks demostró ser reconocida por la comunidad local y de protección de la historia de la comunidad. En 1969, los cuerpos de 29 residentes del Valle Conejo pioneros fueron reubicados en un jardín especial en Valley Oaks. Los pioneros fueron enterrados en lo que se llamó "The Old Cemetery Russell" o "El cementerio de Triunfo Ranch", que se situaba en la actual ciudad de Thousand Oaks. El viejo cementerio de Russell fue utilizado desde 1880 hasta 1926, cuando fue abandonado y cayó en completo desuso. El nuevo lugar de descanso de estos pioneros están protegidos y cuidados por el Oaks Valley cuidado fondo de dotación para seguir siendo un punto de referencia y un recordatorio de la historia temprana del Valle del Conejo.
Además de estos esfuerzos de preservación, Valley Oaks conmemoró el Conejo Valley pionero hacendado Joseph H. Russell y su impacto en el Valle de Conejo con una gran estatua de bronce de los pioneros en la entrada al jardín.

## Actualidad
Hoy en día, somos un orgulloso miembro de la red Dignity Memorial ® de proveedores de servicios funerarios, de cremación y cementerio. Situado en un terreno salpicado de robles centenarios, hermanos Pierce Valley Oaks Memorial Park, funeraria y crematorio está convenientemente ubicado cerca de la autopista 101. Tiene una ubicación céntrica y sirve para el Valle Conejo, Simi Valley, la zona de Ventura y West San Fernando Valley.

## Personas destacadas
Entre los personajes importantes que se encuentran en Pierce Brothers Valley Oaks Memorial Park están:

### A
- Milton Ager (1893-1979), músico y compositor
- Charles Aidman (1925-1993), actor
- Eddie Albert (1906-2005), actor
- Margo Albert (1917-1985), actriz, esposa de Eddie
- Shana Alexander (1925-2005), periodista, columnista y comentarista de televisión
- Claud Allister (1888-1970), actor
- Gitta Alpar (1903-1991), actriz, cantante de ópera
- Eve Arden (1908-1990), actriz
- Jack Arnold (1916-1992), director
- Robert Armstrong (1890-1973), actor
- James Aubrey (1918-1994), productor
- Hy Averback (1920-1997), director
- Lew Ayres (1908-1996), actor

### B
- Henny Backus (1911-2004), autor, esposa de Jim
- Jim Backus (1913-1989), actor, Mr. Howell en la serie de televisión "La isla de Gilligan"
- Arthur Ball (1894-1951), director de fotografía
- Edgar Barrier (1907-1964), actor

### C
- Sebastian Cabot (1918-1977), actor, interpretó en papel de Mr. French en la serie de televisión "Family Affair"
- Sammy Cahn (1913-1993), letrista
- Truman Capote (1924-1984), escritor
- Ken Carpenter (1900-1984), actor
- Karen Carpenter (1950-1983) cantante
- Edward Carrere (1906-1984), director
- John Jay Carsey (1921-2002), productor
- John Cassavetes (1929-1989), actor, guionista, director y productor
- Kevin Casselman (1925-1993), productor
- Mario Castelnuovo-Tedesco (1895-1968), compositor
- James Coburn (1928-2002), actor
- Ray Conniff (1916-2002), músico
- Richard Conte (1910-1975), actor
- Lawrence Cook (1930-2003), actor
- Ian Copeland (1949-2006), promotor musical
- Kate Coscarelli (1927-1999), novelista
- Bob Crane (1928-1978), actor
- Norma Crane (1928-1973), actriz
- Dick Crawford (1915-1990), actor
- Clementine Croiserment (1800-1865), Locutora

### D
- Mahasti (Khadijeh) Dadehbala (1946-2007), cantante iraní
- Hayedeh (Masoumeh) Dadehbala (1942-1990), cantante iraní
- Rodney Dangerfield (1921-2004), cómico
- Helmut Dantine (1918-1982), actor
- Danny Dark (1939-2004), publicista
- Steve Darrell (1904-1970), actor
- Marvin Davis (1925-2004), hombre de negocios petrolíferos
- Don DeFore (1913-1993), actor
- Vigen Derderian (1929-2003), cantante armenio-iraní
- Edmund M. DiGiulio (1927-2004), técnico cinematográfico
- Lyn Donelson (1891-1966), actriz
- Philip Dorn (1901-1975), actor
- Eric Douglas (1958-2004), actor; hijo de Kirk Douglas
- Dominique Dunne (1959-1982), actriz
- Ariel Durant (1898-1981), historiador, Premio Pulitzer de literatura
- Will Durant (1885-1988), historiador, Premio Pulitzer de literatura

### E
- Nora Eddington (1924-2001), actriz
- Roger Edens (1905-1970), entrenador vocal
- Jack Elliott (1927-2001), letrista
- Harry Essex (1910-1997), escritor

### F
- Jay C. Flippen (1899-1971), actor
- Coleman Francis (1919-1973), director de cine

### G
- Eva Gabor (1919-1995), actriz
- June Gale Levant (1911-1996), actriz, mujer de Oscar Levant
- Michael V. Gazzo (1923-1995), actor
- Christopher George (1931-1983), actor
- Leonard Gershe (1922-2002), compositor
- Paul Gleason (1939-2006), actor
- Bebe Goddard (1926-2000), amigo de Marilyn Monroe
- Grace Goddard (1894-1953), "figura materna" de Marilyn Monroe
- Thomas Gomez (1905-1971), actor
- Robert Gottschalk (1918-1982), cámara
- Jane Greer (1924-2001), actriz

### H
- Carrie Hamilton (1963-2002), actriz, cantante, hija de Carol Burnett
- Armand Hammer (1898-1990), coleccionista de arte
- Bong Soo Han (1933-2007), artista de artes marciales
- Betty Hanna (1903-1976), actriz
- Jonathan Harris (1914-2002), actor
- Harold Hecht (1907-1985), productor de cine
- Hugh Hefner (1926-2017), fundador de la Mansión Playboy
- Hayedeh (1942-1990), cantante iraní
- Percy Helton (1894-1971), actor
- Jonathon Hole (1904-1998), actor
- James Wong Howe (1899-1976), director de fotografía
- Mark Hughes (1956-2000), fundador de Herbalife
- Ronald Hughes (1935-1970), abogado
- Ross Hunter (1920-1996), productor, director
- Jim Hutton (1934-1979), actor

### I
- Steve Ihnat (1934-1972), actor

### J
- Donald G. Jackson (1943-2003), director de cine
- Nunnally Johnson (1897-1977), director de cine
- Louis Henry Jourdan (1951-1981), hijo de Louis Jourdan, muerto de sobredosis
- Janis Joplin (1943-1970), cantante. Sus restos fueron incinerados y esparcidos por el Océano Pacífico.

### K
- Louis Kaufman (1905-1994), violinista
- Beatrice Kay (1907-1986), actriz
- Nora Kaye Ross (1920-1987), bailarina, mujer de Herbert Ross
- Brian Keith (1921-1997), actor
- Cecil Kellaway (1890-1973), actor
- Gene Kelly (1912-1996), actor y bailarín
- Nancy Kelly (1921-1995), actriz
- Stan Kenton (1911-1979), músico
- Victor Kilian (1891-1979), actor
- Don Knotts (1924-2006), actor
- Miliza Korjus (1909-1980), cantante de ópera

### L
- Perry Lafferty (1917-2005), director
- Karen Lamm (1952-2001), modelo y actriz
- Burt Lancaster (1913-1994), actor
- Sidney Lanfield (1898-1972), director de cine
- Peter Lawford (1923-1984), actor, fue incinerado y sus restos fueron esparcidos en el Pacífico.
- Marc Lawrence (1910-2005), actor
- Irving Paul Lazar (1907-1993), agente
- Anna Lee (1913-2004), actriz, posteriormente incinerada.
- Peggy Lee (1920-2002), cantante
- Ernest Lehman (1915-2005), guionista
- Oscar Lehrman (1919-1992), hombre de negocios
- Jack Lemmon (1925-2001), actor
- Queenie Leonard (1905-2002), actriz
- Oscar Levant (1906-1972), actor, pianista
- Richard Levinson (1934-1987), escritor
- Jay Livingston (1915-2001), compositor
- Louis Loeffler (1897-1972), editor

### M
- Alexander Mackendrick (1912-1993), director
- Janet Margolin (1943-1993), actriz, casada con Ted Wass
- Dean Martin (1917-1995), actor
- Samuel Marx (1902-1992), productor
- Pamela Mason (1916-1996), actriz
- Shirley Mason (1900-1979), actriz
- Curt Massey (1910-1991), actor
- Edith Massey (1918-1984), actriz
- Carol Matthau (1925-2003), actriz
- Walter Matthau (1920-2000), actor
- Ruth McDevitt (1895-1976), actriz
- Lewis Milestone (1895-1980), director de cine
- Marvin E. Miller (1913-1985), actor
- Marilyn Monroe (1926-1962), actriz, cantante y modelo

### N
- Nader Naderpour (1929-2000), poeta
- Robert Nathan (1894-1985), autor, marido de Anna Lee
- Chrisine Nelson (1920-1988), actriz
- Robert Newton (1905-1956), actor
- Lloyd Nolan (1902-1985), actor

### O
- Carroll O'Connor (1924-2001), actor
- Hugh O'Connor (1962-1995), actor
- Heather O'Rourke (1975-1988), actriz
- Roy Orbison (1936-1988), cantante

### P
- Dorothy Patrick (1921-1987), actriz
- Gregor Piatigorsky (1903-1976), chelista
- Richard Poncher (1905-1986), figura del folk
- Edward Posadaz (1910-1965), guionista
- Peter Falk (1927-2011),actor

### R
- Ford Rainey (1908-2005), actor
- Donna Reed (1921-1986), actriz
- Jimmie Reese (1901-1994), jugador de béisbol
- Stuart Regen (1959-1998), actor
- Ken Renard (1905-1993), actor
- Adeline Reynolds (1862-1961), actriz
- Ray Bradbury (1920-2012), Escritor
- Renie Riano (1899-1971), actriz
- Buddy Rich (1917-1987), batería
- Minnie Riperton (1947-1979), cantante
- Marjorie Riordan (1921-1984), actriz
- Ava Archer Syme-Reeves (1999-1999), hija de Keanu Reeves y Jennifer Syme.
- Eugene Rodney (1898-1985), productor
- Hillevi Rombin (1933-1996), Miss Universo de 1955
- Ruth Rose (1896-1978), guionista
- Herbert Ross (1925-2001), director de cine

### S
- William Sackheim (1921-2004), guionista y productor
- Mark Sandrich Jr. (1928-1995), director, hijo de Mark Sandrich
- Franklin Schaffner (1920-1989), director de cine
- G. David Schine (1927-1996), producer de cine
- Ernest B. Schoedsack (1893-1979), director de cine
- Portland Mason Schuyler (1948-2004), actriz, hijo de Pamela y James Mason
- George C. Scott (1927-1999), actor
- Vivienne Segal (1897-1992), cantante y actriz
- Anne Seymour (1909-1988), actriz
- Sidney Sheldon (1917-2007), autor
- Ed Simmons (1919-1998), productor
- Robert Slatzer (1927-2005), autor
- Robert Stack (1919-2003), actor
- Ray Stark (1915-2004), productor de cine
- Josef von Sternberg (1894-1969), director
- Donald Stewart (1930-1999), guionista
- Dorothy Stratten (1960-1980), actriz y chica Playboy (asesinada)
- Danny Sugerman (1954-2005), escritor y mánager de rock
- Jennifer Syme (1972-2001), actriz

### T
- Don Taylor (1920-1998), actor
- Kent Taylor (1906-1987), actor
- Sara Sothern (1895-1994), madre de Elizabeth Taylor
- Irene Tedrow (1907-1995), actriz
- William C. Thomas (1903-1984), productor de cine
- Ernst Toch (1887-1964), compositor
- Mel Tormé (1925-1999), cantante
- Frank Tours (1877-1963), director de música
- Helen Traubel (1899-1972), soprano
- Frank Tuttle (1892-1963), guionista y productor

### V
- John N. Vincent (1902-1977)
- John Vivyan (1916-1983), actor

### W
- June Walker (1900-1966), actriz
- Ray Walston (1914-2001), actor
- Pat Walshe (1900-1991), actor
- Harry Warren (1893-1981), guionista
- Brooks West (1916-1984), actor
- Chrissie White (1895-1989, actriz
- Herbert Wiere (1908-1999), performista
- Cornel Wilde (1915-1989), actor
- Billy Wilder (1906-2002), director
- Carl Wilson (1946-1998), cantante - The Beach Boys
- Darbi Winters (1946-1962), actriz
- Estelle Winwood (1883-1984), actriz
- Natalie Wood (1938-1981), actriz

### Z
- Darryl F. Zanuck (1902-1979), jefe de la 20th Century Fox
- Virginia Zanuck (1908-1982), actriz
- Frank Zappa (1940-1993), compositor, músico, y líder de Mothers Of Invention.